# Louis Ricard
Pour les articles homonymes, voir Ricard (homonymie).
Louis Ricard est un avocat et un homme politique français né le 17 mars 1839 à Caen (Calvados) et mort le 2 mars 1921 à Rouen en Seine-Maritime.

## Biographie
Avocat, il est inscrit au barreau de Caen le 4 janvier 1861, puis au barreau de Rouen en 1867. Il est élu au conseil municipal de Rouen le 13 novembre 1881. Il est l'arrière-grand-père de la chanteuse et actrice Jacqueline Ricard, de son vrai nom Jacqueline Annette Louise Schmidt (1920-2009). Jacqueline Ricard a été l'épouse de Daniel Eliakim.
Le 21 mai 1885, il va saluer Gabriel Lespinasse de Saune, le commandant du transport militaire Isère qui largue les amarres pour une traversée de l'Atlantique avec dans ses cales les caisses contenant les pièces de la statue de la Liberté.
Député, il fut un des principaux auteurs de la loi sur les accidents du travail.
- Maire de Rouen de 1881 à 1886 ;
- Conseiller général du 4e canton de Rouen
- Député de la Seine-Inférieure de 1885 à 1902 ;
- Ministre de la Justice et des Cultes du 27 février au 6 décembre 1892 dans le gouvernement Émile Loubet ;
- Ministre de la Justice du 1er novembre 1895 au 24 avril 1896 dans le gouvernement Léon Bourgeois[4].

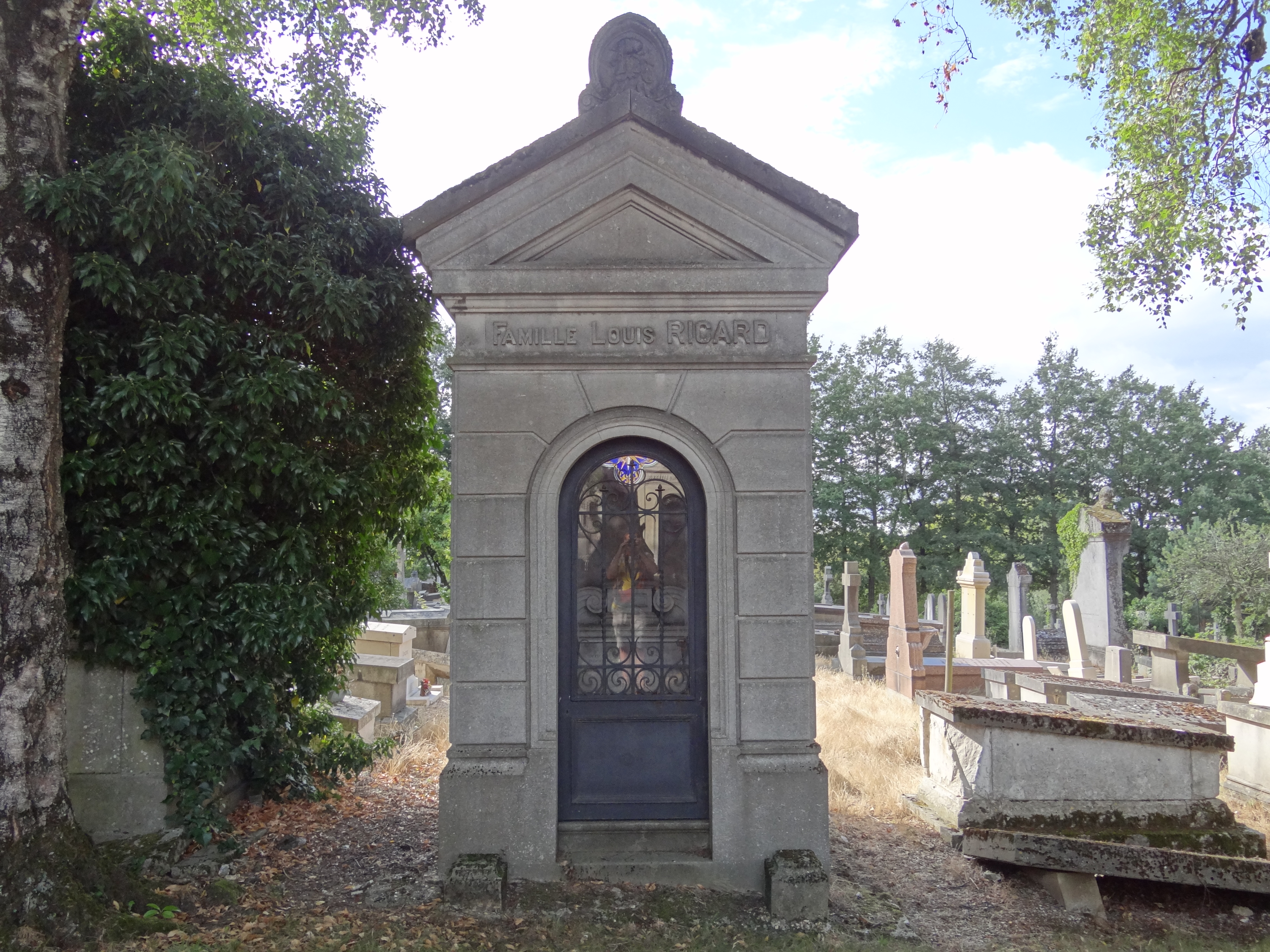
La chapelle funéraire de la famille Ricard au cimetière monumental de Rouen (Seine-Maritime).

Il meurt à son domicile, au no 210 rue Beauvoisine à Rouen. Il repose au cimetière monumental de Rouen.

## Récompenses et distinctions
- Officier de la Légion d'honneur (décret du 17 juillet 1903). Il est fait officier par Émile Maruéjouls, ministre des travaux publics, le 3 août 1903. Il est nommé chevalier le 14 juin 1884[6].
- Officier d'académie

Une rose lui a été dédiée en 1894 par le rosiériste normand Philbert Boutigny.

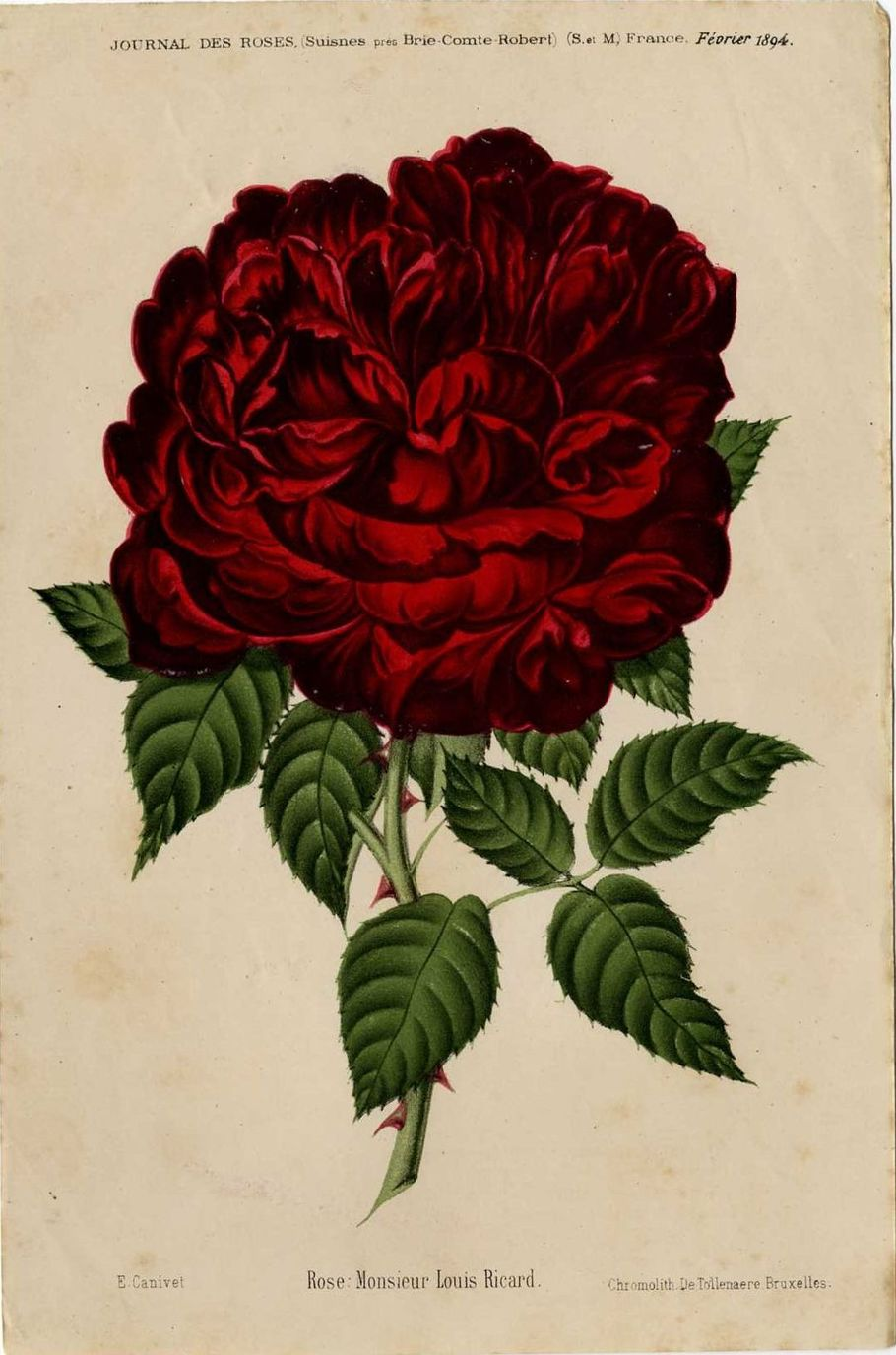
Rose 'Monsieur Louis Ricard' (hybride remontant, 1894)

## Mémoires et témoignages
Le sculpteur Auguste Foucher a réalisé un buste de Louis Ricard.
L'année de sa mort (1921), la section nord de la rue de la République de Rouen fut rebaptisée rue Louis-Ricard. Il existe également un immeuble Louis Ricard à Barentin (canton de Pavilly, Seine-Maritime), situé rue Thomas-Corneille.